# Боженко, Николай Григорьевич
Николай Григорьевич Боженко (1911, Пятигорск, Терская область — ноябрь 1942, Таганрог, Ростовская область) — советский футболист, вратарь, наиболее известен по выступлениям за «Динамо» (Ростов-на-Дону).

## Биография
Боженко родился в 1911 году в Пятигорске, футбольную карьеру начал в местном «Динамо». Затем он три года играл за команду завода имени г. Димитрова, столько же лет провёл в «Динамо» (Нальчик). В 1934 году он перешёл в «Динамо» из Ростова-на-Дону, где играл на протяжении пяти лет, не считая сезона 1935 года, когда Боженко защищал цвета «Торпедо-УдГу» (Ижевск). По итогам весеннего розыгрыша чемпионата СССР 1936 года «Динамо» повысилось во второй дивизион, Боженко сыграл семь матчей, пропустил 12 голов. Через год команда поднялась в высшую лигу, Боженко впервые в карьере сыграл в элите советского футбола. В 1937 году Боженко был вызван в «Динамо» (Москва), чтобы сыграть против сборной Басконии в рамках турне последней по СССР. Столичная команда была вынуждена привлечь вратаря из другого клуба по причине болезни своего основного голкипера Евгения Фокина. Первый тайм прошёл с преимуществом советских футболистов, которые первыми открыли счёт в матче. Однако к перерыву баски успели отыграться и выйти вперед. Счёт первого тайма — 1:2. Второй тайм также проходил при преимуществе «Динамо», однако отыграться москвичи так и не смогли. Матч так и закончился — 1:2. Боженко завершил карьеру в 1940 году, проведя один сезон за «Локомотив» (Киев).
Умер в Таганроге от туберкулёза во время оккупации города, отказавшись поддерживать нацистский режим. Его отец был расстрелян в Петрушиной балке за участие в Таганрогском подполье. Мать дожила до 92 лет. Единственная дочь умерла в 2013 году. Боженко похоронен на старом кладбище Таганрога.